# Petruskirche (Bürrig)

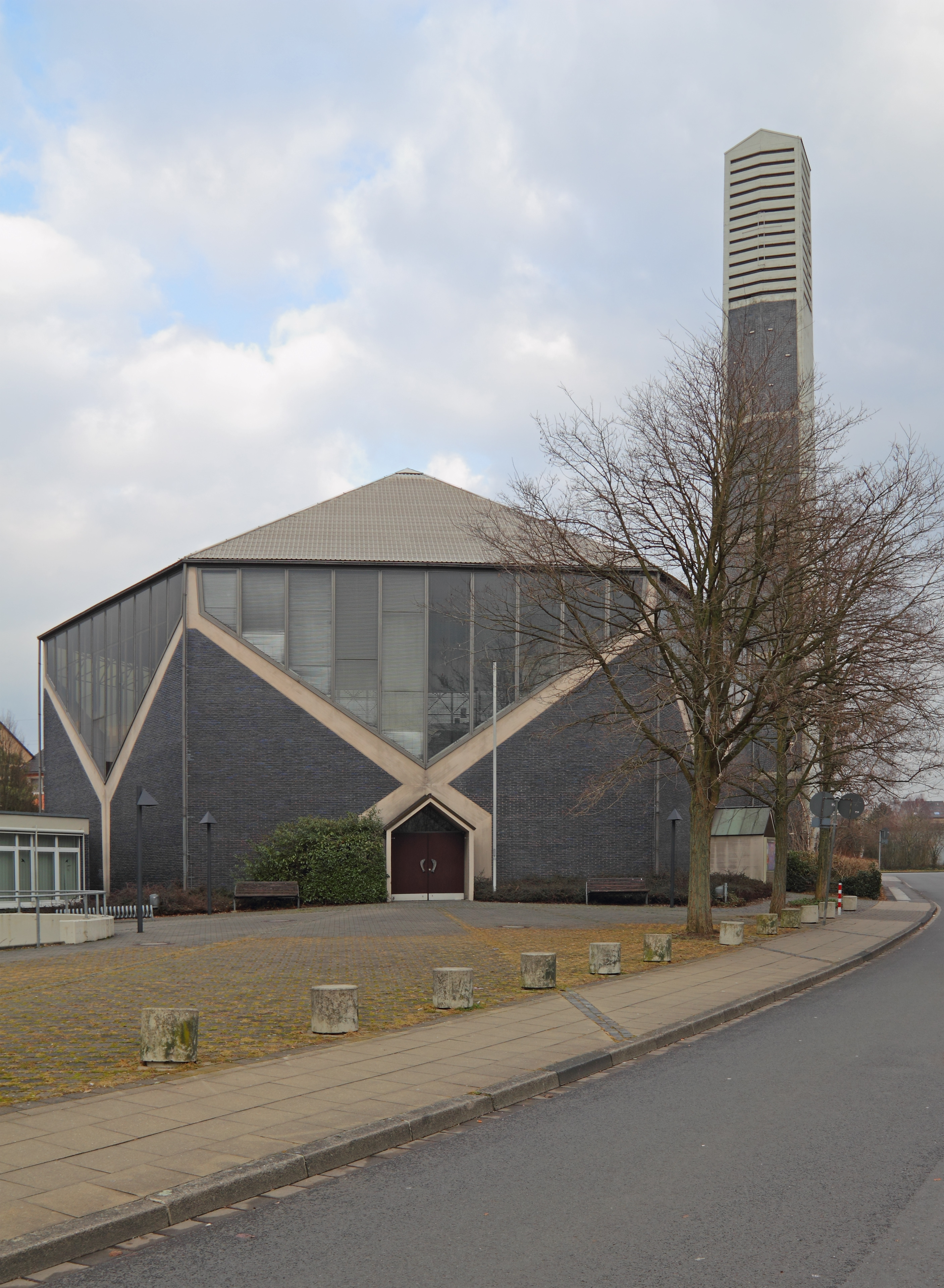
Petruskirche Bürrig

Die Petruskirche ist ein evangelischer Sakralbau im Leverkusener Stadtteil Bürrig. Sie gehört bis zum 31. Dezember 2019 zur Gemeinde Leverkusen-Küppersteg-Bürrig und seit 1. Januar 2020 zur Gemeinde „An Dhünn, Wupper und Rhein“, beide im Kirchenkreis Leverkusen der Evangelischen Kirche im Rheinland.

## Beschreibung
Die Petruskirche in Bürrig in einem neu angelegten Wohngebiet ist ein Zentralbau auf dem Grundriss eines gleichseitigen Sechsecks mit freistehendem Campanile. Die Seiten des Grundrisses weisen eine Seitenlänge von 14 m auf, das ist Gebäude 28 m lang und 19 m hoch. Innen wie außen ist der Kirchenbau einem Zelt nachempfunden, dieser Eindruck wird durch die heruntergezogenen Dreiecksflächen der gläsernen Wände und das zeltförmige Dach hervorgerufen.

## Geschichte
Der Baubeginn für den Kirchbau war am 10. Oktober 1957. Die von Helmut Hentrich und Hubert Petschnigg gestaltete Kirche wurde am 19. Oktober 1958 eingeweiht.
Seit dem 3. März 1995 steht die Kirche unter Denkmalschutz.

## Orgel
Die Peter-Orgel in der Petruskirche in Bürrig verfügt über zwei Manuale und 20 klingende Register.